# Banský Studenec
Banský Studenec je obec na Slovensku v okrese Banská Štiavnica v Banskobystrickém kraji. Obec leží 3 km východně od Banské Štiavnice. V roce 2009 zde žilo 462 obyvatel, rozloha katastrálního území činí 19,19 km².

## Historie
První písemná zmínka o tomto sídle pochází z roku 1266 kde bylo zmíněno jako Kulpah. V roce 1352 patřila městu Banská Štiavnica.  Od roku 1730 jsou v obci dvě vodní nádrže. V roce 1828 zde bylo 66 domů a 398 obyvatel. Kromě hornictví se obyvatelé zabývali také pálením uhlí, lesnictvím a hutnictvím.

### Historické názvy obce
Do roku 1948 byl slovenský název obce Kolpachy (německy Ko[h]lbach nebo Goldbach, maďarsky do roku 1892 Tópatak, potom Kolpach.)

## Památky a turismus
- V Banském Studenci se nachází barokní římskokatolický kostel z let 1743-45 a dřevěná zvonice z počátku 19. století.[3]
- Velké Kolpašské (Studenské) jezero je druhým největším umělým jezerem středního Slovenska a oblíbeným letním rekreačním střediskem turistů, cyklistů a chatařů.

- Součástí obce je i osada Kysihýbel, u které se nachází (již mimo území obce) Arborétum Kysihýbeľ

- Na trase naučné stezky, asi 1 km jihovýchodně od osady Kysihýbel směrem na Banský Studenec se nachází vzácná technická památka – podzemní kamenolom, ve kterém se v minulosti těžil ryolit.
- Železniční zastávka Banský Studenec, na železniční trati Hronská Dúbrava – Banská Štiavnica, má unikátní budovu, plně v souladu s okolní přírodou.
- Studenec je východiskem více značkovaných turistických tras do okolí.
- Kromě Barborské cesty, která se dá projít i pěšky, je v blízkosti několik cyklistických tras.
- Na území obce je přírodní rezervace Gajdošovo.